# Тисовець (курорт)
Тисовець — гірськолижний курорт у Львівській області (село Тисовець).
У 32 км від міста Сколе розташована навчально-спортивна база «Тисовець» — центр зимових видів спорту міжнародного значення. Це туристично-спортивний комплекс у Львівській області, розташований на висоті 950–1100 м над рівнем моря, у верхів'ї річки Тисовець (басейн Дністра) за 2 км від с. Орявчик. Одним з головних достоїнств бази «Тисовець», розташованої серед могутніх пустинних гір, вважається дивовижне, прозоре і цілюще повітря. Сніг випадає у кінці листопада і лежить до початку квітня. Прямо від житлових корпусів до гірськолижної траси протягнута канатна дорога довжиною 1,75 км, крім того, схил обладнаний 2-ма підйомниками по 850 м кожен.
До інших спусків треба добиратись на крісельних підйомниках (можна машиною, якщо вона має повний привід). З вершини потрапляємо на добре підготовлені, укатані траси. Крім цього, «Тисовець» пропонує трилижні трампліни К115, К90, К55 і траси для бігових лиж (5, 10 і 15 км), де тренуються олімпійські збірні з лижних гонок та біатлону.
Також у Тисовці зареєстровано найвищу точку українського православ'я, яка занесена до книги рекордів України. Нею став храм святого пророка Іллі, зведений в Карпатах на висоті 1176 метрів над рівнем моря. Тільки не відомо як каплиця може знаходитись на території села, якщо вона побудована на горі Високий Верх, що за 8 км від поселення, до того ж на території Дрогобицького району. 
Ще варто зазначити, що найвище в Україні знаходиться православна каплиця у селі Випчина, що на Буковині. Збудована на висоті 1240 метрів. Але вона належить до російської православної церкви.